# Apropiació de menors en el Procés de Reorganització Nacional
L'apropiació de menors va ser una pràctica sistemàtica de terrorisme d'Estat que va consistir en el segrest, desaparició i ocultació de la identitat de fills de detingudes-desaparegudes, moltes vegades mitjançant parts clandestins i adopcions il·legals, en el marc de la sagnant dictadura militar autodenominada Procés de Reorganització Nacional que va regir a Argentina entre 1976 i 1983.
L'associació Àvies de la Plaza de Mayo estima en uns 500 els nens que van desaparèixer en aquestes circumstàncies i que tenen sostreta la seva identitat, i és la principal organització de drets humans a impulsar la recerca, recuperació i atenció especial dels mateixos. Fins al juny de 2019, s'ha restituït la identitat de 130 persones.

## Segrest i desaparició de nadons durant la dictadura
Un dels aspectes més aberrants de l'última dictadura argentina (1976-1983), va ser el segrest i desaparició de nadons de les detingudes-desaparegudes.
En la majoria dels casos es tracta de dones detingudes-desaparegudes que es trobaven embarassades i van ser mantingudes amb vida en els centres clandestins de detenció fins al part, per tal d'apropiar-se dels nadons. Hi constàncies que en diverses vegades aquestes dones van ser torturades malgrat estar embarassades.
El següent és part del testimoni que Adriana Calvo de Laborde va prestar en el Judici a les Juntes el 29 d'abril de 1985:
| « | Com experiències terribles en aquest lloc he de comptar el part d'Inés Ortega; Inés tenia en aquest moment 16 o 17 anys; era per descomptat el seu primer fill, estava molt espantada, uns dies abans del part va començar amb contraccions i nosaltres vam cridar 11 al cap de guàrdia, així es feien cridar; després d'hores vam assolir que ens atenguessin i els vam explicar que estava amb contraccions, i van dir que anaven a portar un metge; diverses hores després va arribar una persona de barba, prim, el vaig poder veure perquè després vaig tenir oportunitat de conèixer-lo en circumstàncies molt particulars ... i per altra banda sé que es tracta del doctor Bergés, que estava amb presó preventiva ordenada pel jutge Piaggio, perquè el vaig reconèixer amb posterioritat; aquest doctor ens va treure de la cel·la a Inés i a mi, ja que jo estava embarassada, encara que jo no tenia contraccions; ens van portar pràcticament arrossegant, escales amunt, en una escala de ciment, on ens copejaven en tots els graons; ens va tirar al terra i en menys de tres minuts ens va fer un tacte a cadascuna; era sens dubte un metge obstetra; va dir que estàvem perfectament bé i ens van tornar a tancar a la cel·la; uns dies després, va començar el treball de part d'Inés Ortega; jo, que era la major, que ja havia tinguts dos fills, em vaig encarregar d'estar amb ella mentre les altres demanaven als crits ajuda; vam estar totes cridant al cap de guàrdia perquè vingués; Inés tenia contraccions cada vegada més seguides, jo tractava de dir-li que fes la respiració abdominal, que es relaxés; que es quedés estirada al terra, desesperada; per fi, moltes hores després, va començar el seu treball de part al matí i van venir a buscar-la molt tard a la nit, se la van endur a la cambra del costat, el mateix que feien servir per torturar, la van pujar a la taula i embenada, sentíem els seus crits, sentíem les rialles dels guàrdies, sentíem els crits del metge i per fi sentim el plor del nadó; havia nascut un nen en perfectes condicions encara que no ho creguin; el sentim durant un dia que el van tenir en una cel·la molt petita, que havia al costat de la nostra; ella ens va explicar després que la van deixar amb el seu nadó; després li van dir que el coronel el volia veure i que l'hi anaven a lliurar als avis; Inés no va tornar amb nosaltres, mai més van aparèixer ni Inés ni el seu nadó, ella li va posar en nom de Leonardo i va néixer el 12 de març de 1977, i estava en perfectes condicions. | » |

La dictadura va confeccionar un reglament secret per establir el procediment en aquests casos i va organitzar maternitats clandestines dins dels centres clandestins de detenció o en les seves rodalies, amb metges i infermeres sota comandament militar. Típicament, un cop produït el part, assassinaven a la mare i es confeccionaven documents falsos per al nadó, suprimint la seva identitat.
Els nadons eren llavors lliurats a parelles que, en la majoria dels casos, eren còmplices o encobridores de l'assassinat dels pares biològics i de la supressió de la identitat dels nens. En algunes vegades, els nens van ser inscrits com a propis pels «apropiadors» i, en altres, mitjançant adopcions il·legals.
S'estima que uns 500 nens van ser segrestats-desapareguts. Aquests nens van créixer sense saber qui eren ells, qui eren els seus pares i en quines circumstàncies van néixer.

## Judicis

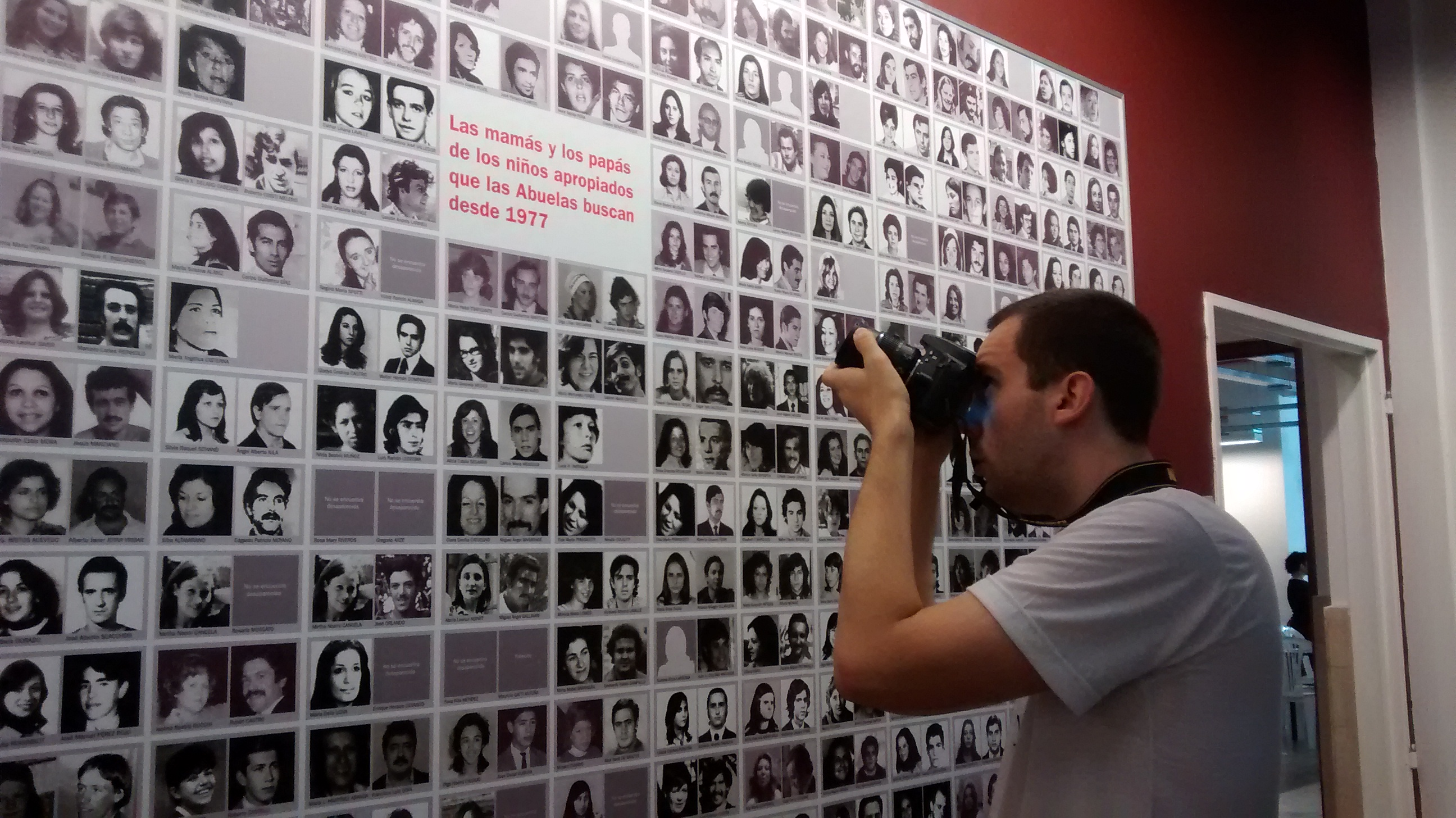
Recull de fotografies de familiars dels quals els seus fills i nets han desaparegut

Un cop establerta la democràcia a l'Argentina, el 10 de desembre de 1983, el president Raúl Alfonsín va ordenar l'enjudiciament de les primeres tres juntes militars que van estar al comandament durant la dictadura. El procés, conegut com el Judici a les Juntes es va dur a terme en 1985 i va acabar amb la condemna dels tres membres de la primera (Videla, Massera i Agosti) i dos dels membres de la segona junta (Viola i Lambruschini). En el judici es van abordar més de 600 víctimes de la dictadura, entre els quals s'havia incorporat l'apropiació de set nens fills de desapareguts. En la sentència, la Cambra Federal la va absoldre per sis casos, i no es va dir del setè. El criteri sobre el qual es va sustentar aquesta absolució va ser breument indicat pels membres de la Cambra en els fonaments, van afirmar que els comandants de les forces armades van atorgar als quadres inferiors de les forces armades «una gran discrecionalitat» i a més van afirmar que la sostracció de menors «s'ha demostrat només en forma ocasional», fent esment únicament als menors Felipe Martín i María Eugenia Caracoche de Gatica, els dos únics menors que havien recuperat la seva identitat.
El 1985 el president Alfonsín, a comanda de les Àvies de la Plaza de Mayo, va assignar dos fiscals perquè es dediquessin especialment als casos de segrest-desaparició de nens: Mariano Ciafardini i Aníbal Ibarra. Poc després, en un context de revoltes militars «carapintades», el Congrés va sancionar les lleis de Punt Final (Llei 23.492, de 1986) i Obediència Deguda (Llei 23.521, de 1987) que van tancar la possibilitat d'enjudiciar als altres responsables de les violacions de drets humans. El cicle d'impunitat es va tancar el 1989 i 1990 amb els indults concedits pel president Carlos Menem. Com el segrest i ocultament d'identitat s'enquadra en la qualificació de delicte continuat perquè persisteix en el temps, els casos de nens segrestats-desapareguts no van ser assolits per la Llei de Punt Final i pel fet que la decisió del Judici a les Juntes afirmava que aquests delictes només havien passat ocasionalment i que no era producte d'ordres, i per això no podria invocar l'«obediència deguda» dels oficials; es va poder seguir amb les investigacions i els judicis.
La condemna del subcomisiari Samuel Cobani Miara a 12 anys de presó per l'apropiació il·legal dels bessons Gonzalo i Matías Reggiardo Tolosa, fills de Joan Reggiardo i María Rosa Tolosa, desapareguts el 1977, és un dels casos paradigmàtics del robatori de nadons.
El 1997, Àvies de la Plaza de Mayo va iniciar una causa penal sostenint que el robatori de nadons era part d'un pla sistemàtic impulsat des del més alt nivell de l'Estat durant la dictadura. Es va tractar d'un dels judicis més importants referits a violacions de drets humans a l'Argentina durant la dictadura. S'hi va investigar l'apropiació de 194 nens.
L'any 2003, Patricia Walsh, llavors diputada nacional per la ciutat de Buenos Aires, va enviar un projecte per anul·lar les lleis d'Obediència Deguda i Punt Final que va ser aprovat com a Llei 25.779 a l'agost d'aquest any.
El juny de 2004, una sentència judicial de la jutgessa cordobesa Cristina Garzón de Lascano va declarar ambdues normes insanablement nul·les, donant així lloc a l'encausament dels acusats de delictes encara no prescrits, el que comprèn tots els crims de lesa humanitat.
En la sentència de 2005 figura que:
| « | Els fets que configuren en el cas el delicte de sostracció i de supressió d'identitat del menor nascut durant la captivitat de la seva mare a l'Escola de Mecànica de l'Armada i el seu posterior lliurament a una família reunida a membres de les Forces Armades, han de ser interpretats com verificats en el marc d'un règim clandestí de detenció utilitzat per la dictadura, que va configurar un pla d'aniquilació sistemàtic en el qual, a més de l'afectació física d'aquells que rebien el rètol de subversius, va ser també necessari amputar els ideals que aquests ciutadans sostenien, erradicant també a aquells que en un futur poguessin abrigar els mateixos pensaments. | » |

El 28 de febrer de 2011 es va iniciar un judici oral en els tribunals de Retiro pel robatori sistemàtic de nadons. El Tribunal Oral Federal 6, integrat per María del Carmen Roqueta, Julio Panelo i Domingo Altieri, en la causa coneguda com a «Pla sistemàtic», en referència a la pràctica del robatori de nadons de detingudes-desaparegudes, van declarar que els elements probatoris recollits en el marc de la instrucció van permetre tenir per provada l'existència d'un pla criminal.
El veredicte va sortir el 5 de juliol de 2012. El Tribunal Oral Federal número 6, amb els jutges María del Carmen Roqueta, Julio Panelo i Domingo Altieri, va declarar culpables els imputats. Va condemnar:
- a 50 anys a Jorge Rafael Videla,
- a 40 anys a Oscar Franco,
- a 40 anys a Antonio Vañek,[18]
- a 35 anys a Reynaldo Benito Bignone,
- a 30 anys a Jorge Eduardo Acosta,
- a 20 anys a Santiago Omar Riveros,
- a 15 anys a Eduardo Ruffo,
- a 15 anys a Jorge Luis Magnacco,
- a 14 anys a Antonio Azic.

El Tribunal va donar per provat un pla organitzat i sistemàtic d'apropiació de nadons de les detingudes embarassades.

## Recerca i recuperació dels nadons

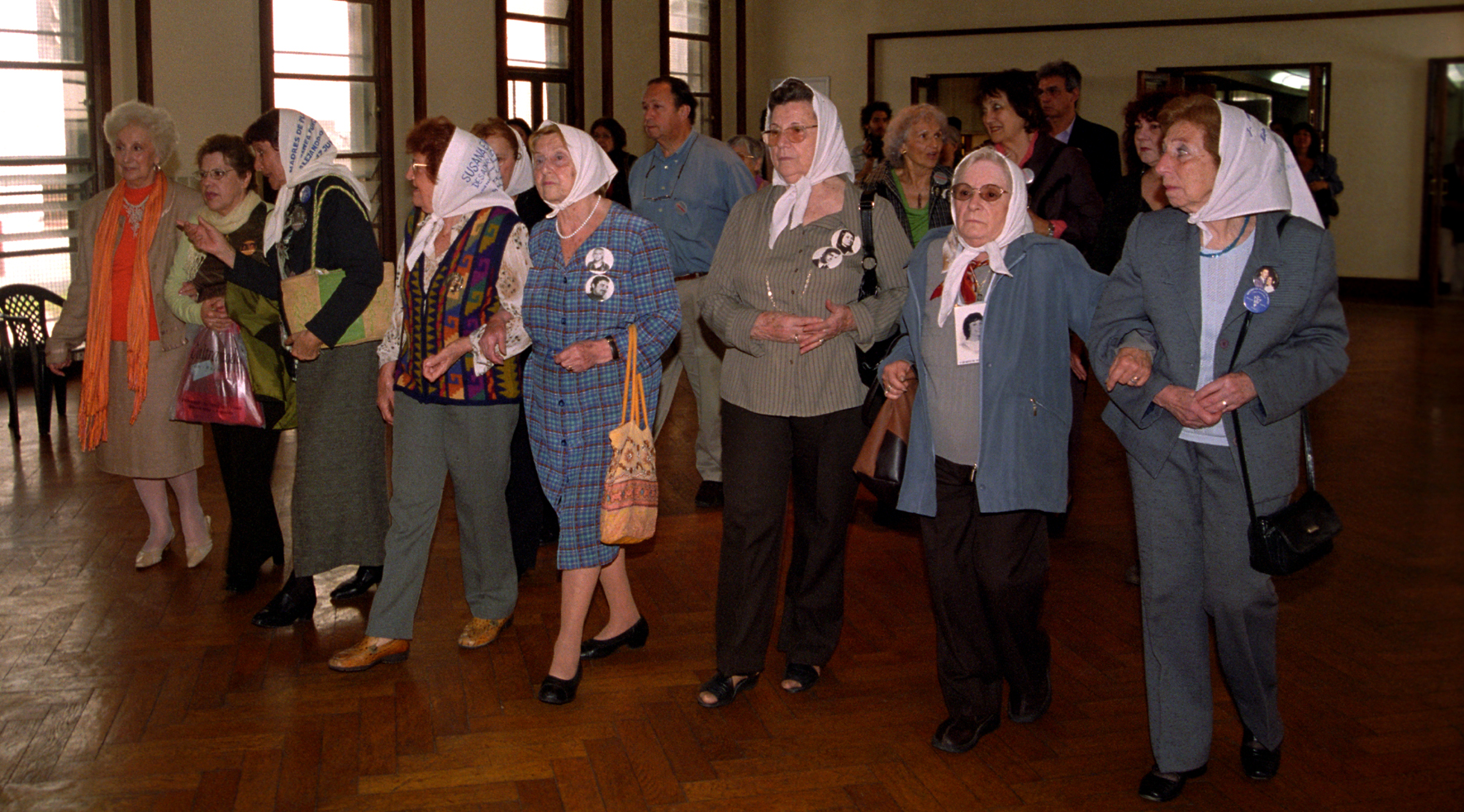
La ministra de Defensa Nilda Garré va encapçalar l'acte de lliurament de les instal·lacions de l'antiga ESMA a la comissió bipartida que des d'aquest moment coordina el seu funcionament, integrada per la Secretaria de Drets Humans de la Nació i la Subsecretaria de Drets Humans del Govern de la ciutat de Buenos Aires

La recerca i recuperació dels nens segrestats-desapareguts va ser una de les tasques més importants de les organitzacions de drets humans i de la democràcia, un cop establerta el 1983.
Amb aquesta fi, des dels primers anys del govern militar es va organitzar l'Associació Àvies de Plaza de Mayo amb la finalitat específica de buscar els nens segrestats-desapareguts i donar-los suport un cop restituïts. El 1980, en plena dictadura, les Àvies de la Plaza de Mayo van trobar a les primeres dues netes, Tatiana i Mara Laura Ruarte. Des de llavors i fins a l'actualitat han estat restituït 130 nets.
Rosa Tarlovsky de Roisinblit, vicepresidenta d'Àvies de la Plaza de Mayo explica el seu propi cas:
| « | Als deu dies del segrest de la meva filla em crida ella i em diu que la tractaven molt bé i que s'havia adonat que estava equivocada. Passat el temps vaig entendre que potser l'estaven apuntant amb un revòlver al clatell. Jo penso que encara estava en alguna comissaria, perquè va agafar el telèfon una veu masculina que em va dir que els càrrecs contra ella no eren molt greus, que anava a sortir aviat, que preparés la robeta del nadó perquè quan naixés m'ho anaven a lliurar. I quant és aviat?, li vaig preguntar ... Sis mesos, un any, va dir, però prepari la robeta del nadó. La tortura psicològica que va ser per a mi, estar dia i nit al costat del telèfon, alerta a que em deixessin el nadó a la porta ... Va passar la data del part i no van portar el nadó, van passar sis mesos i vaig perdre les esperances. Però vaig seguir lluitant i vaig tornar a anar a tots els llocs on em van dir que podia ser. Vaig veure a un grup de rabins, perquè jo sóc jueva, que visitaven presons. Vaig veure a Marshall Meyer, un altre rabí, molt bo, que no et diré que va sortir corrent a buscar la meva filla, però em va donar recomanacions. I bé, vaig anar a l'Assemblea Permanent pels Drets Humans. Hi havia tanta gent! Aquí em van dir que hi havia un grup d'àvies, quatre o cinc, que estaven preparant una presentació a l'OEA. Què era això? Jo ni sabia dels organismes internacionals però ja em vaig quedar amb les altres àvies, vaig anar aprenent, en el camí, ara crec que no queda país d'Amèrica o d'Europa que no conegui, a qui no hagi anat per presentar el cas dels nets, els desapareguts vius. Perquè són fets desaparèixer desapareguts vius. Encara que això també ho vam anar aprenent. Al 81, dues àvies que van arribar de Ginebra, de presentar el nostre cas a l'ONU, em van portar la notícia: hi havia persones alliberades de l'ESMA que tenien alguna cosa per dir-me de la meva filla. Vaig viatjar immediatament, em van dir que la meva filla havia estat portada a l'ESMA des d'un altre camp perquè tingués el seu nadó. No sabia d'on venia, sempre va tenir els ulls embenats i no sentia res. I que el dia 15 de novembre de 1978 va tenir el seu part amb un metge de cognom Magnacco, amb el qual després m'he acarat més d'una vegada, en una petita sala de l'ESMA que anomenaven «la petita Sardá». Va tenir un nen i el va anomenar Rodolfo. Sis dies després la van veure sortir amb el seu fill en braços. I una altra vegada es tallava la pista. Ara sabia que el meu net era viu. I? Què feia amb això si no tenia res més? Seguir treballant. Paciència tenim totes les Àvies i algunes no tenen res, ni el sexe, ni la data, res, res i no obstant això estan treballant amb la mateixa il·lusió de trobar, no ja als fills, però sí a tots els nets. I bé, dins de la institució em van reconèixer certes qualitats i vaig començar a viatjar molt per l'exterior per presentar el nostre cas al món, per reclamar pels 30 mil i específicament pels nostres nets; ja hi ha 72 nets localitzats, perquè ja no podem parlar de nens. Trobem nois de 8 anys, de 9, adolescents i ara homes i dones de més de 22 que ja trien el seu camí. I entre tots ells, vam trobar al meu. | » |

Des de començaments de la dècada del 1980, les Àvies de la Plaza de Mayo van impulsar el desenvolupament de tècniques per determinar la identitat i reconstruir els parentius. El van anomenar «índice de abuelidad» (índex d'avietat) i va ser desenvolupat inicialment pel Blood Center dels Estats Units d'Amèrica.
El govern d'Alfonsín va disposar la creació del Banc Nacional de Dades Genètiques (BNDG) en el qual s'han dipositat mostres de sang de les famílies de desapareguts que seran guardades fins a l'any 2050 amb la finalitat de comparar-les amb qualsevol persona amb el qual es suposi puguin existir llaços de parentiu.
Durant el govern de Carlos Menem es va disposar la creació de la Comissió Nacional de Dret a la Identitat (CONADI) perquè els joves amb dubtes sobre la seva identitat puguin verificar la seva filiació sense necessitat de la intervenció d'un jutge. La CONADI també treballa en casos d'adopció o tràfic de menors.
També col·laboren activament en la recerca l'Associació Fills per la Identitat i la Justícia contra l'Oblit i el Silenci (HIJOS, Hijos por la Identidad y la Justicia contra el Olvido y el Silencio), integrada per fills de desapareguts, en alguns casos, sent ells mateixos nets restituïts.
La troballa dels nets i la recuperació de la seva identitat ha generat qüestions addicionals, moltes d'elles de tipus psicològic. Les Àvies de la Plaza de Mayo han organitzat grups d'ajuda i d'especialistes per a això.

## Nets restituïts

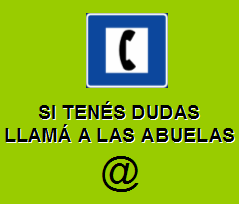
Cartell de les Àvies de la Plaça de Mayo, redissenyat

Fins a juny de 2019 han estat resolts 130 casos de nets a qui se'ls havia suprimit la identitat durant la dictadura militar, sobre un total estimat de 500 nens.
La complexitat psicològica de les situacions que han de viure els nets trobats ha portat al fet que la resposta de cada un sigui única i no comparable. Els joves han d'enfrontar mecanismes familiars, institucionals i culturals de mentida sistemàtica sobre la seva pròpia identitat que són molt difícils de comprendre en tota la magnitud dels seus significats, per la majoria de les persones. La manera de tractar amb semblant confrontació amb la realitat i la veritat té característiques de supervivència bàsica per als joves.
Per la gravetat del tema, molts dels casos de nets restituïts o trobats han sigut públics. Entre els més coneguts poden esmentar-se a Tatiana Ruarte Britos (la primera neta recuperada), Victoria Donda (escollida diputada nacional el 2007), Juan Cabandié (elegit diputat nacional el 2017). També s'ha conegut el cas dels bessons Reggiardo Tolosa (fills de la parella de desapareguts Reggiardo-Tolosa i apropiats pel comissari Miara), els qui van tenir un difícil període d'acceptació de la seva història i identitat. També cal nomenar al net de Rosa Tarlovsky de Roisinblit, Guillermo Rodolfo Fernando Pérez Roisinblit, i a Ignacio Guido Montoya Carlotto, net de la presidenta i fundadora de l'Associació Àvies de la Plaza de Mayo, Estela de Carlotto.
Un dels documents històrics més importants i commovedors d'aquest tràgic fet és el missatge que va llegir Juan Cabandié (un dels nadons robats durant la dictadura) en l'ESMA, el lloc on va néixer en captivitat, quan l'antic centre clandestí de detenció va ser restituït el 24 de març de 2004. L'històric missatge de Cabandié comença de la manera:
| « | En aquest lloc li van robar la vida a la meva mare, ella encara està desapareguda. En aquest lloc van idear un pla macabre de robatori de nadons. Aquí hi va haver persones que es van creure impunes jugant amb mi i traient-me la identitat durant 25 anys. | » |

Entre d'altres nets restituïts es troben per exemple Horacio Pietragalla Corti i Alejandro Pedro Sandoval Fontana.

## Impacte en la cultura

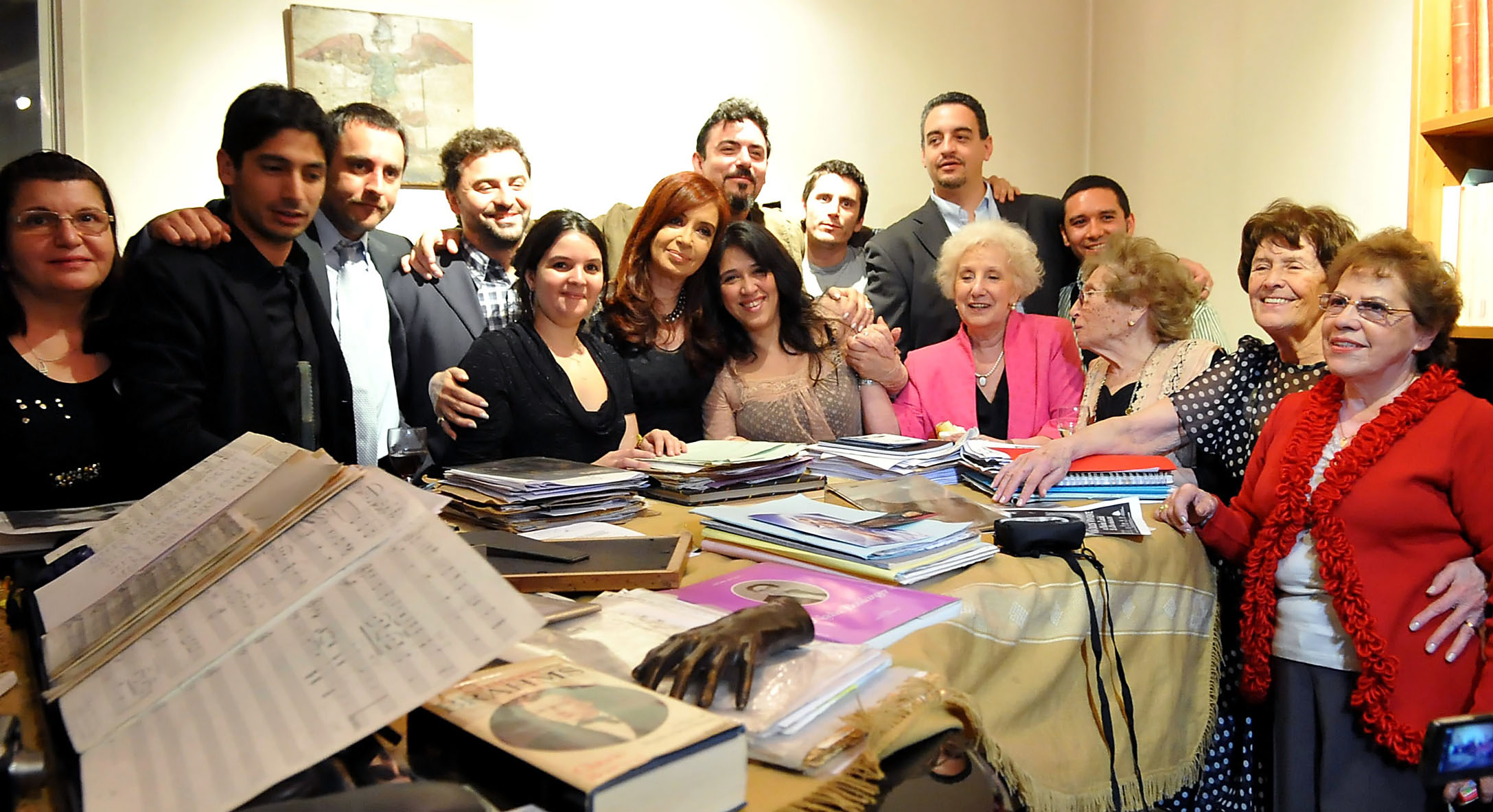
La presidenta Cristina Fernández de Kirchner amb Estela de Carlotto i diversos dels nets restituïts

L'impacte del robatori de nadons i dels nens segrestats-desapareguts en la cultura popular argentina ha estat enorme.
Les Àvies de la Plaza de Mayo han desenvolupat àmplies campanyes de recerca i de difusió de la problemàtica pels mitjans de comunicació. Com a part d'una d'aquestes campanyes la banda de rock Bersuit Vergarabat va compondre el tema «Victòria Clara» sobre dues germanes, Victòria i Clara que han estat separades.
El cinema ha reflectit el tema en repetides ocasions. La més coneguda d'elles és la pel·lícula La història oficial (1985) guanyadora de l'Oscar a la millor pel·lícula de parla no anglesa el 1986, que tracta el cas d'una mare adoptiva, paper que interpreta l'actriu Norma Aleandro, que va descobrint progressivament que el seu espòs ha estat un repressor i que la nena adoptada és en realitat filla d'una detinguda-desapareguda.
Al 2000 sorgeix Teatre per la Identitat, un moviment d'actors, dramaturgs, directors, coreògrafs, tècnics i productors que s'inscriu dins el marc del teatre polític, i és un dels braços artístics de les Àvies de la Plaza de Mayo. Amb cada obra es busca no oblidar i trobar la veritat. El 5 de juny de 2000 es va estrenar «A propòsit del dubte» aquesta va ser la primera obra de Teatre per la Identitat.
El 2006, la televisió pública va emetre una telenovel·la anomenada Montecristo, que ha estat un gran èxit popular, que explica la història d'un home (Santiago) que torna a l'Argentina a reclamar justícia per la mort del seu pare, investigador de els crims de la dictadura. El seu retorn desencadena la revelació d'una enorme trama de mentides i amagaments, entre els quals ocupa un paper central el dels fills de desapareguts adoptats com a propis pels repressors.
El 22 d'octubre de 2007, es va estrenar a la televisió pública (el canal Telefé) un cicle de tres episodis d'una hora de durada denominat Televisió per la identitat en homenatge a les Àvies de la Plaza de Mayo (que complien 30 anys des de la seva formació). En ells es van recrear les històries dels fills de desaparegudes durant la dictadura militar. El primer capítol («Tatiana») va mostrar la història de Tatiana Ruarte Britos (Tatiana Sfiligoy) i la seva germana petita, Laura, que van ser les primeres filles de desaparegudes trobades per les Àvies de la Plaza de Mayo. En el segon capítol («Juan») va relatar la història de Juan Cabandié (qui també va inspirar la cançó «Jo sóc Juan» de León Gieco), mentre que el tercer («Nets de l'esperança»), és un cas de ficció construït sobre la base de múltiples testimonis i vivències dels propis nets i àvies.
En 2018, l'escriptora canadenca Margaret Atwood va assegurar per twitter haver-se basat en l'apropiació de menors durant l'última dictadura militar Argentina per escriure el seu llibre El conte de la serventa. Aquesta història va ser adaptada a la televisió en format de sèrie per Hulu.